# Albino (Itália)
Albino é uma comuna italiana da região da Lombardia, província de Bérgamo, com cerca de 16.376 habitantes. Estende-se por uma área de 31,32 km², tendo uma densidade populacional de 522 hab/km². Faz fronteira com Aviatico, Borgo di Terzo, Casazza, Cenate Sopra, Cene, Gaverina Terme, Gazzaniga, Luzzana, Nembro, Pradalunga, Selvino, Trescore Balneario, Vigano San Martino.

## Demografia
| Variação demográfica do município entre 1861 e 2011                               |
|                                                                                   |
| Fonte: Istituto Nazionale di Statistica (ISTAT) - Elaboração gráfica da Wikipedia |